# 瓦帕斯吉利奧冰川
77°05′S 145°25′W / 77.083°S 145.417°W
瓦帕斯吉利奧冰川（英語：Warpasgiljo Glacier）是南極洲的冰川，位於瑪麗皇后地，全長40公里，由美國探險隊發現和命名，該冰川現時由南極條約體系管理。

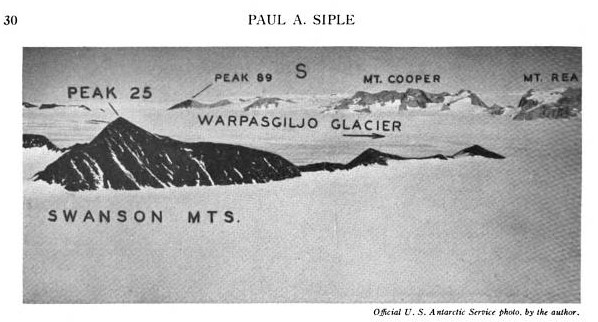

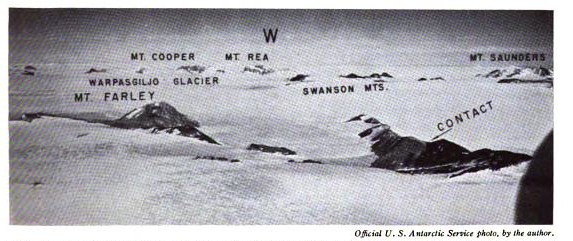